# (33815) 2000 AG31
2000 AG31 (asteroide 33815) é um asteroide da cintura principal. Possui uma excentricidade de 0.19107870 e uma inclinação de 13.76655º.
Este asteroide foi descoberto no dia 3 de janeiro de 2000 por LINEAR em Socorro.